# Smečka
Smečka è un film del 2020 diretto da Tomáš Polenský.

## Trama
David, un talentuoso portiere di 16 anni a cui è stato appena diagnosticato il diabete, si unisce a una nuova squadra di hockey su ghiaccio, i Wolves e ne diventa l'outsider, sostenendosi contro le invidie e il bullismo da parte dei suoi compagni di squadra.

## Riconoscimenti
- 2020 - Minsk International Film Festival “Listapad”
  - Nomination Miglior film
- 2020 - Tallinn Black Nights Film Festival
  - Nomination Miglior film per giovani
- 2020 - Zlín International Film Festival for Children and Youth
  - Premio Speciale al miglior film
- 2021 - Beijing International Film Festival
  - Nomination Best New Film